# Opération Frantic
Seconde Guerre mondiale
L'opération Frantic  est une opération militaire de la Seconde Guerre mondiale menée par les USAAF ayant pour but l'attaque de l'Allemagne.

## Contexte
L’opération Frantic est conçue pour répondre à l'invasion de l'URSS le 22 Juin 1941 après l'attaque des USA par le Japon le 7 décembre 1941. Mais rien ne se décide avant 1942, puis la conférence de Moscou en octobre 1943 et la rencontre avec Molotov. Avec la conférence de Téhéran en Novembre 1943, Franklin D. Roosevelt propose personnellement à Staline l'utilisation de bases soviétiques par l'United States Army Air Forces.

## Le plan
Utiliser des bases soviétiques par des bombardiers lourds pour toucher des parties de l' Europe sous domination nazie jusque là épargnées par les bombardements.

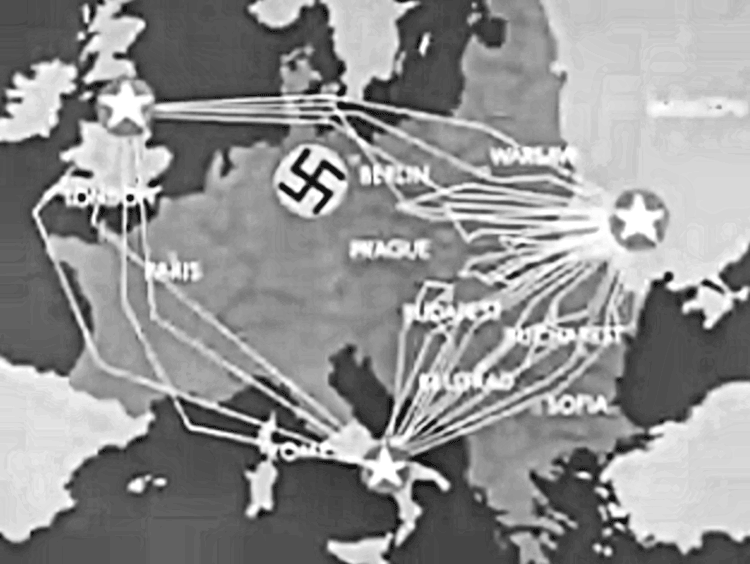
Carte de l'opération.

## La mission
Trois bases en Ukraine soviétique furent sélectionnées, de juillet à août 1944, 1 300 américains y stationnèrent.
La base aérienne de Poltava en avril 1944, Station 559 avec son quartier général de l'opération, la base de Pyriatyn (AAF-560) et la base aérienne de Myrhorod (AAF-561). Certaines missions partaient d'Italie, des bases de la province de Foggia.

### Les forces

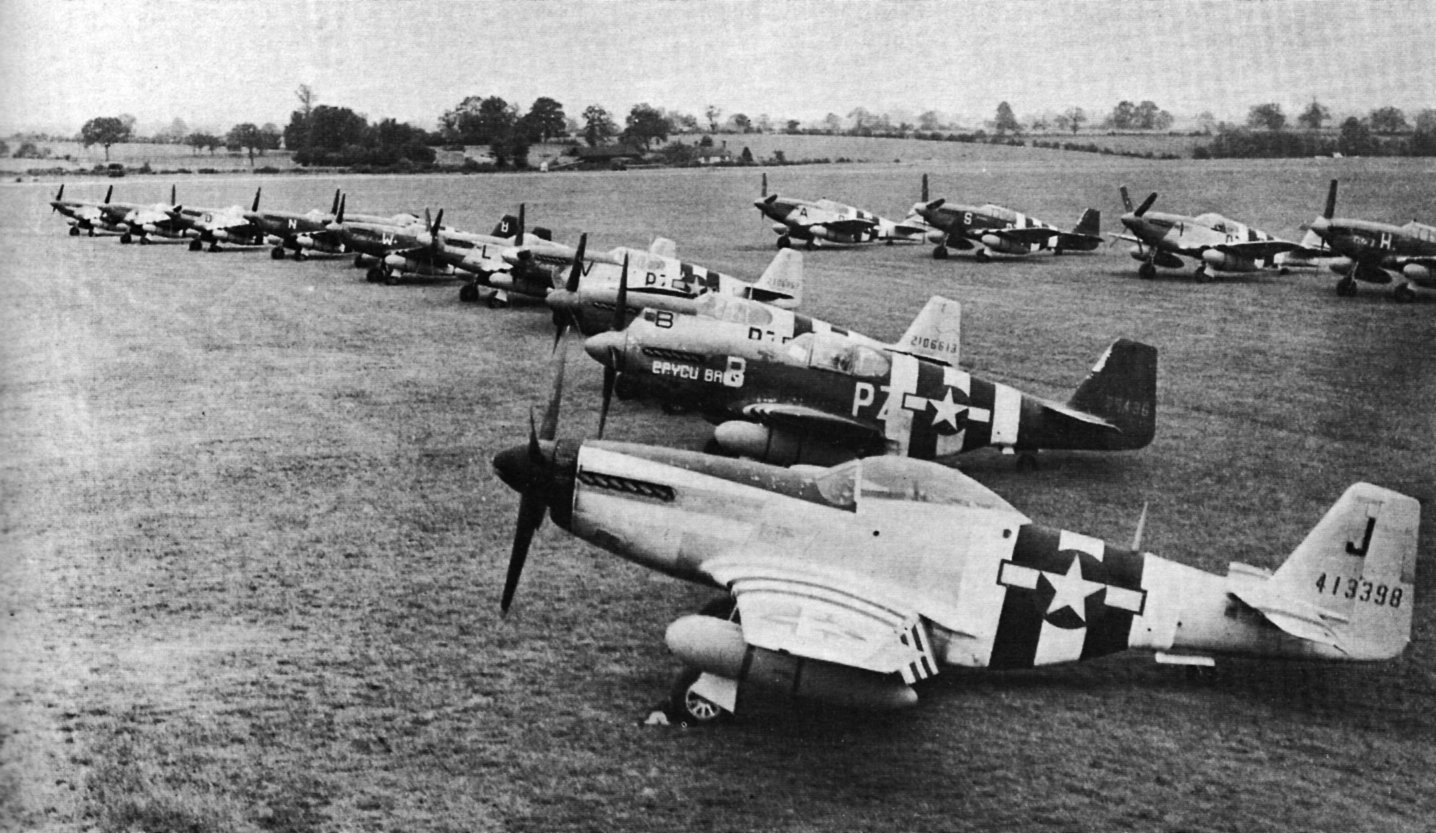
P-51 Mustangs du 486th Fighter Squadron à Debden le 20 juin 1944.

- Eighth Air Force

45th Combat Wing (à la base aérienne de Poltava, à 75 bombardiers)
96th Bombardment Group, RAF Snetterton Heath, B-17 Flying Fortress
388th Bombardment Group, RAF Knettishall, B-17 Flying Fortress
452d Bombardment Group, RAF Deopham Green, B-17 Flying Fortress
13th Combat Wing (à l'aérodrome de Myrhorod, 75 bombardiers)
95th Bombardment Group, RAF Horham, B-17 Flying Fortress
100th Bombardment Group, RAF Thorpe Abbotts, B-17 Flying Fortress
390th Bombardment Group, RAF Framlingham, B-17 Flying Fortress
Escorte de chasse (à l'aérodrome de Pyriatyn)
4th Fighter Group, RAF Debden, P-51 Mustang
352nd Fighter Group, RAF Bodney, P-51 Mustang
355th Fighter Group, RAF Steeple Morden, P-51 Mustang
357th Fighter Group, RAF Leiston, P-51 Mustang
20th Fighter Group, USAF Kings Cliffe P-51 Mustang
25th Bomb Group Rcn, USAAF Watton Mosquito x 2
- Fifteenth Air Force

2d Bombardment Group, Amendola Airfield, B-17 Flying Fortress
97th Bombardment Group, Amendola Airfield, B-17 Flying Fortress
99th Bombardment Group, Tortorella Airfield, B-17 Flying Fortress
483rd Bombardment Group, Sterparone Airfield, B-17 Flying Fortress
14th Fighter Group, Triolo Airfield, P-38 Lightning
31st Fighter Group, San Severo Airfield, P-51 Mustang
82nd Fighter Group, Vincenzo Airfield, P-38 Lightning
325th Fighter Group, Mondolfo Airfield, P-51 Mustang

## Commémorations

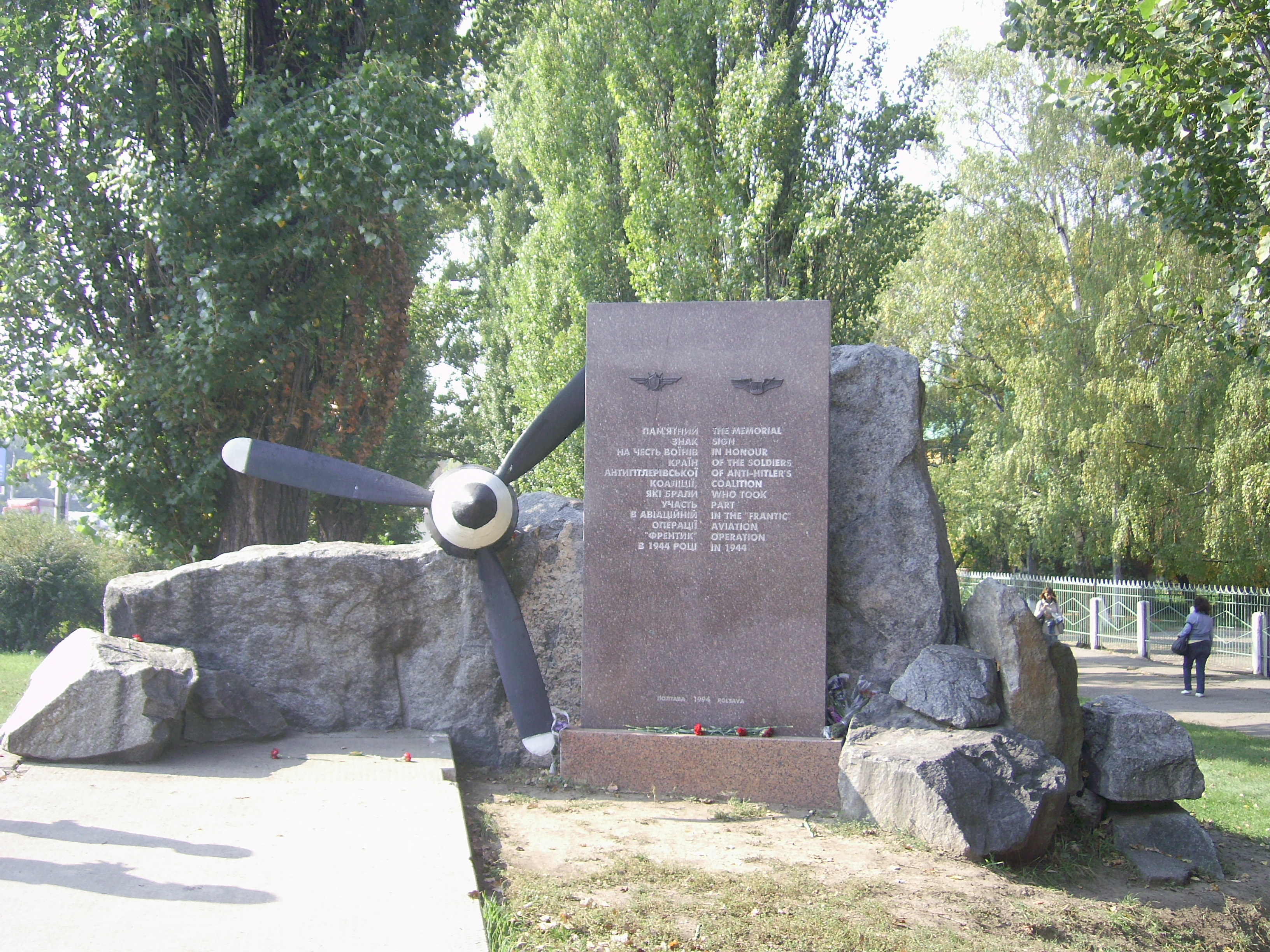
Mémorial
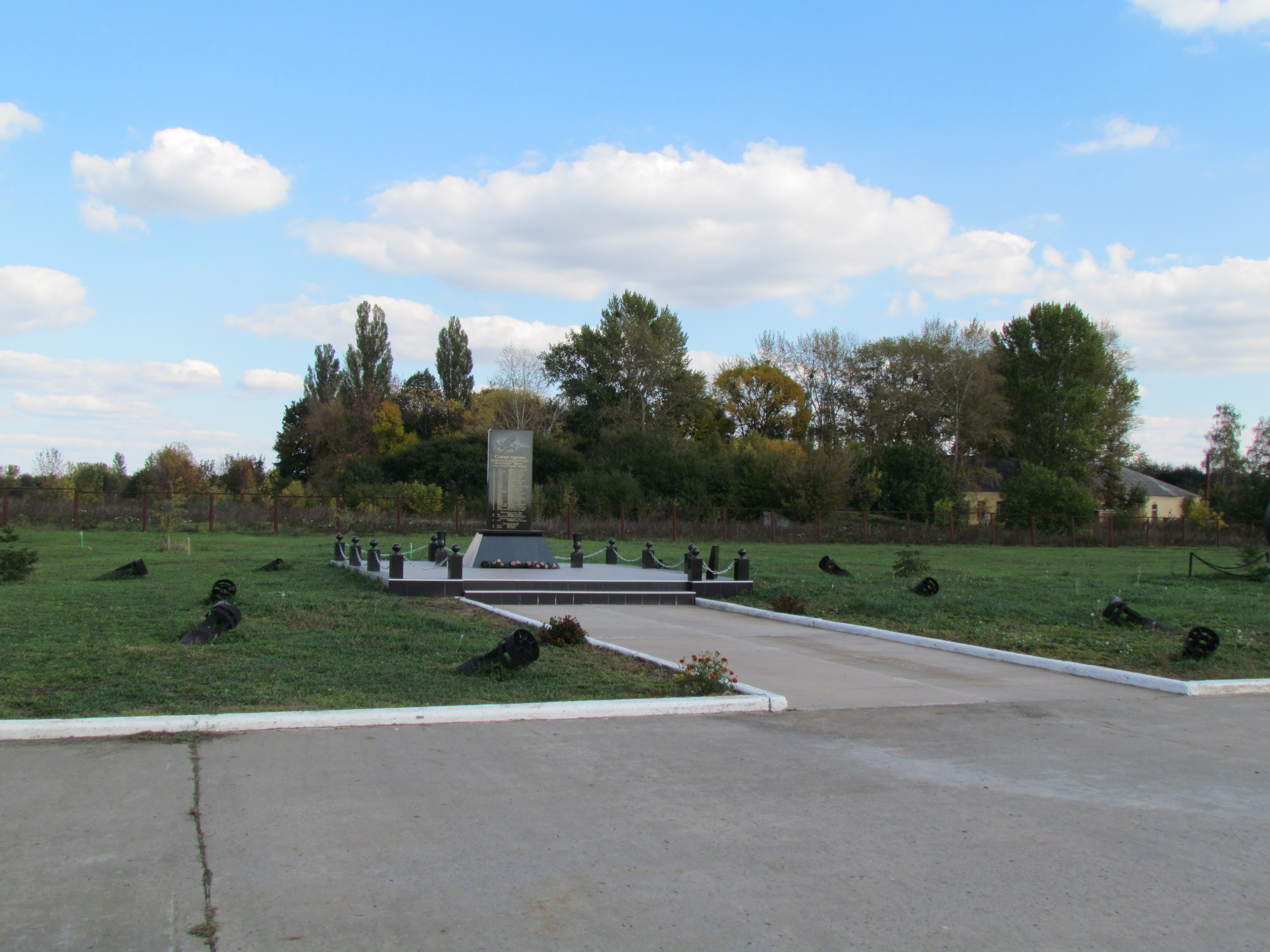
à Poltava.